# Япринцевська сільська рада
Япри́нцевська сільська рада (рос. Япрынцевский сельский совет) — сільське поселення у складі Переволоцького району Оренбурзької області Росії.
Адміністративний центр — село Япринцево.

## Історія
2014 року були ліквідовані Абрамовська сільська рада (село Абрамовка) та Сіннинська сільська рада (село Сінне), їхні території увійшли до складу Япринцевської сільради.

## Населення
Населення — 979 осіб (2019; 1215 в 2010, 1244 у 2002).

## Склад
До складу сільської ради входять:
| Населений пункт  | Населення, осіб (2002) | Населення, осіб (2010) |
| ---------------- | ---------------------- | ---------------------- |
| Абрамовка, село  | 344                    | 334                    |
| Араповка, хутір  | 4                      | 3                      |
| Сінне, село      | 319                    | 316                    |
| Таращанка, хутір | 7                      | 0                      |
| Япринцево, село  | 570                    | 562                    |